# John I Stanley
John I Stanley (ur. 1350; zm. 1414 w Ardee) – król Królestwa Wyspy Man i Wysp w latach 1405–1414, lord namiestnik Irlandii, kawaler Orderu Podwiązki. W późniejszych latach rodzinie Stanley nadano tytuł hrabiów Derby i trwa tak do czasów współczesnych.

## Życiorys

### Wczesne lata
John Stanley był drugim synem sir Williama de Stanley ze Stourton i Alice Massey z Timperley.
Ojciec Johna Stanleya był nadzorcą leśnym lasu Wirral. Znany był ze swoich represyjnych działań. Zarówno John Stanley, jak i jego starszy brat William (który zastąpił swojego ojca jako nadzorca leśny), brali udział w sprawach karnych, które oskarżały ich o włamania w 1369 roku oraz w o zabójstwo Thomasa Clottona w 1376 roku.
Skazujący wyrok za zabójstwo Thomasa Clottona spowodowało, że Stanley został uznany banitą. Jednak już wtedy wyróżniał się w służbie wojskowej podczas francuskich wojen i został ułaskawiony w 1378 roku, dzięki staraniom swego dowódcy, sir Thomasa Triveta.

### Małżeństwo i powrót do łask
W 1385 roku John Stanley ożenił się z Isabel Lathom, dziedziczką rozległych ziemi po sir Thomasie Lathom (praprawnuk Humphreya VI De Bohun) na południowy zachód od Lancashire. Ślub odbył się pomimo sprzeciwu Jana z Gandawy i dał Stanleyowi taki rodzaj bogactwa i bezpieczeństwa finansowego jakiego nigdy się nie spodziewał posiadać, jako że był młodszym synem w rodzinie. Z tego małżeństwa zrodziło się czterech synów: John II Stanley, Henry Stanley, Thomas Stanley i Ralph Stanley, oraz dwie córki.
W roku 1386 po raz pierwszy odbył wizytę w Irlandii jako zastępca Roberta de Vere, hrabiego Irlandii. Stało się to z powodu powstania stworzonej przez spór jaki wywiązał się pomiędzy sir Philipem de Courtenay, ówczesnym porucznikiem angielskim w Irlandii, a mianowanym gubernatorem Jamesem Butlerem, 3. hrabim Ormond. Stanley poprowadził wyprawę do Irlandii w imieniu De Vere i króla Ryszarda II, by zakończyć ten spór. Towarzyszył mu biskup Alexander de Balscot i sir Robert Crull. Ze względu na powodzenie wyprawy, które zakończyło się rozwiązaniem sporu, Stanley został powołany na stanowisko lorda namiestnika Irlandii.
W roku 1405, po konfiskacie mienia Henry’ego Percy, Lorda Królestwa Wyspy Man i Wysp, został przez króla Henryka IV Lancastera mianowany królem Królestwa Wyspy Man i Wysp i urząd ten piastował do swojej śmierci, czyli do roku 1414. Odznaczony przez króla Henryka IV Orderem Podwiązki.